# 红苞树萝卜
红苞树萝卜（学名：Agapetes rubrobracteata）为杜鹃花科树萝卜属下的一个种。